# Neckera macounii
Neckera macounii là một loài Rêu trong họ Neckeraceae. Loài này được (Müll. Hal. & Kindb.) Kindb. miêu tả khoa học đầu tiên năm 1897.